# Aspefloden
Aspefloden eller Gave d'Aspe er et vandløb i de vestlige Pyrenæer. Den afvander Aspedalen, én af de tre dale i Det høje Béarn. 
Ordet gave bruges i egnene ved de vestlige pyrenæer som betegnelse for et vandløb.
Dens kilder ligger i Aspe-kedeldalen ved foden af Aspebjerget (2 643 m), tæt på den spanske grænse og lidt vest for Somportpasset. Floden danner tilløb til Ossaufloden i Oloron-Sainte-Marie, hvorved Oloronfloden opstår.
Det samlede afvandingsområde for Aspe- og Lourdiosfloderne er udpeget som Natura 2000-område.

## De vigtigste tilløb
Tilløb, der kommer fra øst og altså fra højre, betegnes med (H), mens de fra vest betegnes (V)
- (V) Bækken d'Espélunguère, 3,4 km
- (H) Bækken d'Arnousse, 5,2 km
- (H) Vandløbet Larry, 4,6 km
- (V) Baraletfloden, 7 km
- (H) Vandløbet Sescoué, 8,8 km [1].
- (V) Béloncefloden, 8,5 km
- (H) Vandløbet Sadum, 5,9 km
- (H) Vandløbet Escuarpe, 5,4 km
- (V) Lescunfloden, 12,6 km
- (H) Vandløbet Berthe, 8,8 km
- (V) Vandløbet Malugar, 7 km
- (V) Vandløbet Osse, 5,6 km
- (H) Vandløbet Gabarret eller Aydiusfloden, 12,6 km
- (V) Vandløbet Apous, 3,9 km
- (H) Vandløbet Barrescou, 9,7 km
- (V) Vandløbet Lourdios, 20,8 km
- (H) Vandløbet Ourtau, 12,8 km
- (H) Vandløbet Arrigouli eller Branas

## Eksterne links
- (fr) Gave d'Aspe (Sandre)

43°11′39″N 0°36′29″V / 43.1942°N 0.6081°V